# Přízvuk
Přízvuk (akcent) je fonetický důraz na některý prvek v rámci mluvené řeči. Slovní přízvuk je fonetický důraz na určitou slabiku slova, větný přízvuk je důraz na určitou část věty. Obvykle má podobu zesílení a zároveň zvýšení hlasu, v některých jazycích je spojen též s prodloužením slabiky. Umístění slovního přízvuku v některých jazycích má vliv na výslovnost přízvučné slabiky i některých dalších hlásek před přízvukem či za přízvukem. Přízvuk patří mezi tzv. suprasegmentální prvky jazyka.
Někdy se přízvukem (cizím přízvukem) či akcentem rozumí celkově pozměněná přízvučnost řeči, ovlivněná zpravidla jiným jazykem nebo specifickým dialektem; může být příznakem nedostatečného osvojení daného jazyka, ale i neurologické poruchy (tzv. syndrom cizího přízvuku). V tomto smyslu se standardní mluva bez cizích prvků někdy označuje jako řeč bez přízvuku.

## Slovní přízvuk
V jazycích s pevným slovním přízvukem je přízvukována vždy nebo zpravidla jen určitá slabika (např. první v češtině nebo předposlední (penultima) v polštině a v italštině). V latině je také přízvučná druhá slabika od konce slova, ale jen, pokud je dlouhá přirozeně nebo polohou, jinak je to třetí slabika od konce.
V jazycích s pohyblivým slovním přízvukem (např. ruština, angličtina) může být přízvučná kterákoliv slabika, různá poloha přízvuku může mít distinktivní (význam rozlišující) funkci. V některých jazycích může být přízvuk v písmu značen, například v ruštině se v učebních textech značí čárkou nad samohláskou.
Přízvuk může ovlivňovat výslovnost hlásek, zejména jejich zřetelnost, délku a výšku. Například 
- v ruštině, angličtině či němčině dochází k redukované výslovnosti nepřízvučných samohlásek, např. psané e se vyslovuje jako ə. V zahraniční literatuře bývá toto  ə často označované jako Schwa (něm.) / schwa (angl., pravopis německý, jen s malým písmenem). Označení šva není v češtině běžné – nejjednoznačněji redukované e. Např. angl. about [əˈbaʊt], obsession [əbˈseʃn], taken [ˈteɪkən], něm. Frage [ˈfʁa:gə], v neodlučitelných, a tudíž nepřízvučných předponách, např. bekommen [bəˈkɔmn].
- V ruštině a polštině se přízvučné samohlásky protahují, vyslovují se delší než nepřízvučné (ale kratší, než dlouhé samohlásky v češtině).
- Ve švédštině jsou přízvučné slabiky vždy dlouhé, nepřízvučné vždy krátké.

V češtině k takovému ovlivnění výslovnosti samohlásek přízvukem nedochází.
U delších slov se kromě hlavního přízvuku může vyskytovat i slabší vedlejší přízvuk. Ve fonetickém přepisu výslovnosti (IPA) se hlavní přízvuk označuje horní kolmičkou [ ˈ ], vedlejší přízvuk dolní kolmičkou [ ˌ ], v češtině liché slabiky kromě první, např. ve slově předposlední [ˈpr̝˚ɛt.po.ˌslɛd.ɲi:].
Některá slova, tzv. klitika, jsou nepřízvučná a tvoří přízvučný celek s předchozím (příklonky) nebo následujícím (předklonky) slovem. Příklonky jsou slova trvale nepřízvučná, protože se připojují za přízvučné slovo. Předklonky stojí před přízvučným slovem a spojují se s ním. 
Přízvuk se ovšem může ve větě posouvat, např. v češtině pravidelný hlavní přízvuk počáteční slabiky slova přebírá slabičná předložka, ačkoli se považuje za samostatné slovo a v textu píše zvlášť. Např. rada [ˈrada] – na radu [ˈnaraˌdu]. 
Podobně polský pravidelný hlavní přízvuk na předposlední slabice se přesune z jednoslabičného slova na slabičnou předložku anebo naopak na předposlední slabiku slova počítáno včetně připojené koncovky.
Slovní přízvuky, zejména hlavní, je ve zpěvu (ale i v mluvevé řeči) třeba sladit s hudebním rytmy a důrazy, jinak skladba (resp. promluva) vyznívá nepřirozeně. V češtině takovým nedostatkem bývá důraz na druhou slabiku slova nebo ještě častěji jména se slabičnou předložkou.